# بورخا کوبئاگا
بورخا کوبئاگا اِگی‌یور (باسکی: Borja Cobeaga Eguillor؛ زادهٔ ۱۹۷۷) کارگردان فیلم و فیلم‌نامه‌نویس اهل اسپانیا است.
او در سال ۲۰۰۵ میلادی نامزد جایزه اسکار بهترین فیلم کوتاه بود.
از فیلم‌های او می‌توان به بمب‌هراس اشاره کرد.